# George Saunders
George Saunders (Amarillo, Texas, 2 de diciembre de 1958) es un escritor estadounidense de relatos cortos, ensayos, libros infantiles y novela. Sus historias han sido publicadas en The New Yorker, Harper's, y GQ, entre otros. También escribe una columna semanal titulada "American Psyche", para la revista semanal de los sábados del periódico The Guardian. Actualmente, es profesor en la Universidad de Syracusa y ha recibido diversos premios, como el National Magazine Award en su categoría de ficción en 1994, 1996, 2000, y 2004, y el segundo premio de los Premios "O. Henry" en 1997. En 2006, Saunders recibió otra mención de la Fundación MacArthur. Su primera novela, Lincoln in the Bardo, ganó en 2017 el Premio Booker.

## Carrera
De 1989 a 1996, Saunders trabajó como redactor técnico e ingeniero geofísico para Radian International, una empresa de ingeniería ambiental en Rochester, Nueva York. También trabajó durante un tiempo con un equipo de exploración petrolera en Sumatra.
Desde 1997, Saunders ha dado clases en la Universidad de Syracuse, enseñando escritura creativa en el programa MFA de la escuela mientras continúa publicando ficción y no ficción. En 2006, recibió una beca Guggenheim y una beca MacArthur. Fue escritor visitante en Wesleyan University y Hope College en 2010 y participó en la serie de escritores distinguidos de Wesleyan y en la serie de escritores visitantes de Hope College. Su colección de no ficción, The Braindead Megaphone, se publicó en 2007.
La ficción de Saunders a menudo se centra en el consumismo, la cultura corporativa y el papel de los medios de comunicación masivos. Si bien muchos críticos mencionan el tono satírico de su escritura, su trabajo también plantea cuestiones morales y filosóficas. El elemento tragicómico de su escritura le ha valido a Saunders comparaciones con Kurt Vonnegut, cuyo trabajo lo ha inspirado.
Los derechos de Guerracivilandia en ruinas fueron adquiridos por Ben Stiller al final de los noventa y se ha rumoreado sobre la realización de dicha película, producida por la compañía de dicho actor, Red Hour Productions. Saunders también ha escrito un guion para otra de sus narraciones, Pastoralia.

## Premios y reconocimientos
Saunders ha ganado el National Magazine Award de Ficción en cuatro ocasiones: en 1994, por "The 400-Pound CEO" (publicado en Harper's); en 1996, por "Bounty" (también publicado en Harper's); en 2000, por "The Barber's Unhappiness" (publicado en The New Yorker); y en 2004, por "The Red Bow" (publicado en Esquire). Saunders ganó el segundo premio en los O. Henry Awards de 1997 por su cuento "The Falls", publicado en 1996 en The New Yorker.
Su primera colección de cuentos, CivilWarLand in Bad Decline, fue finalista del Premio PEN/Hemingway de 1996. En 2001, Saunders recibió una beca literaria Lannan en ficción de la Fundación Lannan. En 2006, recibió una beca de la Fundación Guggenheim. Ese mismo año, recibió una beca MacArthur. Su colección de cuentos In Persuasion Nation fue finalista del Story Prize en 2006. En 2006, también ganó el Premio Mundial de Fantasía al mejor cuento por "CommComm", publicado por primera vez en la edición del 1 de agosto de 2005 de The New Yorker.
En 2009, Saunders recibió un premio de la Academia Estadounidense de las Artes y las Letras. En 2014, fue elegido miembro de la Academia Estadounidense de las Artes y las Ciencias.
Su colección de cuentos Diez de diciembre ganó el Story Prize de 2013. La colección también ganó el Folio Prize en 2014, "el primer premio importante de libros en inglés abierto a escritores de todo el mundo". La colección también fue finalista del Premio Nacional del Libro y fue nombrada uno de los "10 mejores libros de 2013" por los editores del New York Times Book Review. En un artículo de portada de enero de 2013, The New York Times Magazine calificó Diez de diciembre como "el mejor libro que leerá este año". Una de las historias de la colección, "Home", fue finalista del premio Bram Stoker 2011. En 2017, Saunders publicó su primera novela, Lincoln in the Bardo, que ganó el premio Booker y fue un bestseller del New York Times.

### Ficción
- Guerracivilandia en ruinas (CivilWarLand in Bad Decline) (1996)
- Pastoralia (2000). Ediciones Alfabia.(2014) Traducción de Ben Clark ISBN 978-84-942552-1-2.
- The Very Persistent Gappers of Frip (2000)
- The Brief and Frightening Reign of Phil (2005)
- In Persuasion Nation (2006)
- ComCom (2009)
- Diez de diciembre (Tenth of December). Ediciones Alfabia.(2013) Traducción de Ben Clark ISBN 978-84-940928-6-2.
- Lincoln en el bardo (Lincoln in the Bardo), Ediciones Random House (2017) ISBN 978-0-8129-9534-3

### No ficción
- The Braindead Megaphone (2007)